# Ekstremofil
Ekstremofiler (af latin: extremus "ekstrem" og oldgræsk: φιλία philia, "kærlighed") er organismer, som udmærker sig ved, at de lever eller overlever under ekstreme livsforhold, der ville være dødelige for de fleste levende skabninger på Jorden. De kan for eksempel klare sig i ekstremt kolde, tørre, salte eller varme miljøer. Ofte handler det om encellede organismer som arkæer, men det kan også være svampe og dyr som bjørnedyr. I modsætning til ekstremofiler benævnes organismer som lever i mere moderate miljøer som mesofiler eller neutrofiler. Nogle typer af superbakterier har specialiseret sig på at udnytte uorganiske stoffer og kan dermed leve af ekstremt næringsfattige materialer som aluminium, plastik og lignende stoffer under ekstreme forhold, f.eks. af luftarter på Antarktis.

## Ekstreme miljøer
Jordens mest ugæstfrie miljøer rummer liv.
Levende mikroorganismer er også
fundet på det ydre af Den Internationale Rumstation og en bakteriekoloni af Deinococcus radiodurans har levet et helt år på ydersiden af den Internationale Rumstation i både UV-stråling, vakuum, kulde og varme. - og ekstremofiler er blevet udsat for rumforhold og har overlevet på begge rumstationerne Mir og ISS. Andre eksempler på ekstreme miljøer, hvor man har fundet liv er bl.a. hydrotermiske væld dybt i oceanerne, i klipper dybt under jordoverfladen og under havbunden, i grundvandsmagasiner, i saltsøer, i permafrost, i issøer på Antarktis dybt under indlandsisens overflade og i varme kilder samt på Den Internationale Rumstation og i radioaktivt forurenede områder. Der er også fundet livskraftige bakteriesporer som er 40 millioner gamle og som er modstandsdygtige mod stråling.

## Nogle eksempler
De mest kendte ekstremofiler er mikrober. Ekstremofiler findes i et stort antal forskellige genetiske slægtslinier af bakterier og arkæer. Det er forkert at anvende termen ekstremofil for alle arkæer, da mange arkæer er mesofiler. Det er heller ikke alle ekstremofiler, der er encellede som f.eks. ormen Limnodrilus sulphurensis og bjørnedyr.

## Til nytte
De usædvanligt stabile enzymer, som disse organismer benytter sig af, kaldes ekstremozymer, og de gør det muligt for disse organismer at fungere under ekstreme forhold. Et eksempel er Taq-polymerase til PCR og andre eksempler på udnyttelsen af ekstremozymer er deres anvendelse som vaskeenzymer. I det hele taget anses ekstremofilerne for at være en stor og værdifuld kilde til industriel og medicinsk fornyelse.

## Skematisk oversigt med eksempler
| Grænserne for kendte liv på Jorden | Grænserne for kendte liv på Jorden                       | Grænserne for kendte liv på Jorden | Grænserne for kendte liv på Jorden                                |
| Faktor                             | Miljø / kilde                                            | Grænser                            | Eksempler                                                         |
| ---------------------------------- | -------------------------------------------------------- | ---------------------------------- | ----------------------------------------------------------------- |
| Høj temperatur                     | Undersøiske hydrotermiske væld                           | 110 °C 121 °C                      | Pyrolobus fumarii                                                 |
| Lav temperatur                     | Is                                                       | -17 °C til -20 °C                  | Synechococcus lividus                                             |
| Alkaline systemer                  | Sodaholdige søer                                         | pH > 11                            | Psychrobacter, Vibrio, Arthrobacter                               |
| Sure systemer                      | Vulkanske kilder, syreholdige mine afvanding             | pH -0,06 til 1,0                   | Natronobacterium, Bacillus, Clostridium paradoxum                 |
| Ioniserende stråling               | Kosmiske stråler, røntgenstråler, radioaktivt henfald    | På 1.500 - 6.000 Gy                | Svampe, Deinococcus radiodurans, Rubrobacter, Pyrococcus furiosus |
| UV-stråling                        | Sollys                                                   | 5.000 J/m²                         | Deinococcus radiodurans, Rubrobacter, Pyrococcus furiosus         |
| Højt tryk                          | Marianergraven                                           | 1.100 bar                          | Pyrococcus sp.                                                    |
| Saltholdigheden                    | Lavtemperatur-systemer                                   | enw ~ 0.6                          | Halobacteriaceae, Dunaliella salina                               |
| Udtørring                          | Atacama Ørkenen (Chile), McMurdo Dry Valleys (Antarktis) | ~60% relativ luftfugtighed         | Chroococcidiopsis                                                 |